# Krzysztof Skupieński
Krzysztof Leszek Skupieński (ur. 1951) – polski historyk, profesor nauk humanistycznych, profesor nadzwyczajny w Instytucie Historii Uniwersytetu Marii Curie-Skłodowskiej.
Specjalizuje się w historii średniowiecznej i naukach pomocniczych historii. Studia historyczne na Uniwersytecie Śląskim w Katowicach ukończył w 1974. W 1997 obronił doktorat i habilitował się. Tytuł naukowy profesora uzyskał w 2018. Pełni funkcję kierownika Zakładu Archiwistyki i Nauk Pomocniczych Historii w Instytucie Historii Uniwersytetu Marii Curie-Skłodowskiej. Był wiceprezesem Polskiego Towarzystwa Heraldycznego.

## Autorskie publikacje monograficzne
- Funkcje małopolskich dokumentów w sprawach prywatnoprawnych do roku 1306 (1990)
- Notariat publiczny w średniowiecznej Polsce (1997)
- Notariat polski : historia i współczesność (wraz z Dorotą Malec; 2006)